# (466587) 2014 UA105
(466587) 2014 UA105 es un asteroide perteneciente al cinturón de asteroides, descubierto el 3 de marzo de 2005 por el equipo Spacewatch desde el Observatorio Nacional de Kitt Peak (Arizona, Estados Unidos).